# Хоральная синагога (Каунас)
Каунасская хоральная синагога (лит. Kauno choralinė sinagoga) — одна из двух действующих хоральных синагог в Литве, расположена в центре Каунаса.
Была построена в 1872 году по проекту И. Н. Голеневича в стиле необарокко. Участок земли для проекта выкупил купец Левин Борухович Минковский (1825—1884), отец математика Германа Минковского. Интерьер украшен растительным и животным орнаментом. Синагога пострадала в период немецкой оккупации, но после войны открылась заново.
На сегодняшний день синагога действует регулярно и является одним из архитектурных памятников города. В задней части синагоги установлен памятник 50 000 еврейских детям погибших в Литве во время Холокоста, памятник состоит из тридцати семи каменных плит с названиями городов, где погибли дети.
20 апреля 2011 года при входе в синагогу были повешены плакаты с надписями «Juden raus», «Hitleris buvo teisus» (Гитлер был прав). Полиция начала расследования этого антисемитского инцидента.

## Галерея
- У входа
- Надстройка на крыше для освещения
- Общий вид
- Мемориал еврейским солдатам павшим в Первой мировой войне и жертвам Холокоста